# Rüdiger Becksmann
Rüdiger Becksmann (* 3. Juli 1939 in Heidelberg; † 19. Mai 2012 in Freiburg im Breisgau) war ein deutscher Kunsthistoriker, der vor allem auf dem Gebiet der mittelalterlichen Glasmalerei tätig war.

## Leben
Rüdiger Becksmann studierte Kunstgeschichte, Klassische und Christlichen Archäologie in Freiburg im Breisgau und Berlin. Er promovierte 1965 bei Kurt Bauch in Freiburg. Danach war er zunächst als wissenschaftlicher Mitarbeiter von Hans Wentzel mit Mitteln der DFG für das deutsche Corpus Vitrearum Medii Aevi (CVMA) tätig. 1968 machte er Vorschläge zur Gründung einer Arbeitsstelle für das deutsche CVMA in Stuttgart, seit 1970 war er deren Leiter, zunächst als Pilotprojekt der Stiftung Volkswagenwerk unter der Trägerschaft des Deutschen Vereins für Kunstwissenschaft, seit 1975 unter der Obhut der Akademie der Wissenschaften und der Literatur Mainz; 1982 wurde die Arbeitsstelle nach Freiburg i. Br. verlegt.
1970–1988 war Becksmann Sekretär des deutschen Nationalkomitees des CVMA, 1975–1987 Vizepräsident des internationalen CVMA. Seit 1991 Mitglied der Heidelberger Inschriften-Kommission. Ab 1970 nahm er Lehraufträge an den Universitäten Stuttgart, Freiburg i. Br. und Heidelberg wahr. 1981 erfolgte die Ernennung zum Honorarprofessor in Stuttgart. Eine Berufung auf den Lehrstuhl für mittelalterliche Kunstgeschichte der Universität Zürich im Jahr 1986 lehnte er zugunsten des CVMA ab.
Rüdiger Becksmann war seit 1975 verheiratet und hatte zwei Söhne. Sein Vater war der Geologe und Paläontologe Ernst Becksmann.

## Schriften (Auswahl)
- Bemerkungen zu einer gotischen Ornamentscheibe aus der Colmarer Franziskanerkirche in der Sammlung Bremen. In: Bonner Jahrbücher des Rheinischen Landesmuseums in Bonn und des Rheinischen Amtes für Bodendenkmalpflege 166 (1966), S. 287–292.
- Die architektonische Rahmung des hochgotischen Bildfensters. Untersuchung zur oberrheinischen Glasmalerei von 1250 bis 1350 (= Forschungen zur Geschichte der Kunst am Oberrhein 9/10). Gebrüder Mann, Berlin 1967.
- Das „Hausbuchmeisterproblem“ in der mittelrheinischen Glasmalerei. In: Pantheon 26 (1968), S. 352–367.
- Zur Werkstattgemeinschaft Peter Hemmels in den Jahren 1477–1481. In: Pantheon 28 (1970), S. 183–197.
- Das Schwarzacher Köpfchen. Ein ottonischer Glasmalereifund. In: Kunstchronik (1970), S. 3–9.
- Zum Werk des Walburger Meisters von 1461. In: Rüdiger Becksmann, Ulf-Dietrich Korn, Johannes Zahlten (Hrsg.): Beiträge zur Kunst des Mittelalters. Festschrift für Hans Wentzel zum 60. Geburtstag. Gebrüder Mann, Berlin 1975, S. 17–27.
- mit Stephan Waetzoldt: Vitrea dedicata. Das Stifterbild in der deutschen Glasmalerei des Mittelalters. Deutscher Verlag für Kunstwissenschaft, Berlin 1975.
- Der Mann aus Brügge – eine Fiktion. Argumente gegen eine Ausführung der Besserer-Scheiben des Ulmer Münsters in Flandern. In: Kunstchronik 41 (1988), S. 315–321.
- Vor- und frühromanische Glasmalerei in Deutschland. Quellen – Funde – Hypothesen. Lech Kalinowski zum achtzigsten Geburtstag. In: Zeitschrift des Deutschen Vereins für Kunstwissenschaft 52/53 (1998/1999), S. 197–212.
- Bildfenster für Pilger. Zur Rekonstruktion der Zweitverglasung der Chorkapellen des Kölner Domes unter Erzbischof Walram von Jülich (1332-1349). In: Kölner Domblatt 67 (2002), S. 137–194.
- Die Glasgemälde im Gotischen Haus zu Wörlitz. Zum Stand ihrer Erforschung und Edition. In: Zeitschrift des Deutschen Vereins für Kunstwissenschaft 56/57 (2002/2003), S. 162–180.
- als Herausgeber: Glasmalerei im Kontext. Bildprogramme und Raumfunktionen. Akten des XXII. Internationalen Colloquiums des Corpus Vitrearum. Germanisches Nationalmuseum Nürnberg, Nürnberg 2005.
- Die Augsburger Propheten und die Anfänge des monumentalen Stils in der Glasmalere. Eva Frodl-Kraft zum neunzigsten Geburtstag. In: Zeitschrift des Deutschen Vereins für Kunstwissenschaft 59/60 (2005/2006), S. 84–110 (zum Geburtstag von Eva Frodl-Kraft).